# Dzienniczek
Dzienniczek – dziennik św. Faustyny Kowalskiej, zapis doświadczeń wewnętrznych autorki. Faustyna ujawnia w nim swe przeżycia duchowe oraz głosi orędzie Miłosierdzia, które według niej przekazał jej Jezus Chrystus.

## Historia
Siostra Faustyna pisała Dzienniczek w Wilnie i Krakowie na polecenie, jak mówi tekst, Jezusa, potwierdzone przez jej spowiedników: bł. ks. Michała Sopoćkę i o. Józefa Andrasza SJ. Pierwsza notatka pochodzi z lipca 1934 roku, ostatnia datowana – z czerwca 1938 roku. Całe dzieło składa się z 6 zeszytów o różnej objętości oraz zeszytu zatytułowanego Moje przygotowanie do Komunii świętej. Rękopis nie ma żadnych poprawek ani skreśleń, jedynie ołówkiem zostały podkreślone słowa Jezusa, co w wydaniach książkowych zostało zaznaczone tłustym drukiem lub kursywą. Rękopis Dzienniczka przechowywany jest w klasztorze Sióstr Matki Bożej Miłosierdzia w Łagiewnikach w Krakowie.
Pierwsze wydanie tego dzieła miało miejsce w 1981 roku. Wcześniej publikowane były niewielkie fragmenty w broszurach poświęconych nabożeństwu do Miłosierdzia Bożego w nowych formach, które Jezus przekazał Siostrze Faustynie. Pierwszy maszynowy odpis Dzienniczka nie był dokładny. Przy odpisie pominięto niektóre fragmenty oryginału, opuszczono niektóre wyrazy, zmieniono pewne określenia oraz dodano nowe wyrazy. Tym samym zniekształceniu uległ oryginalny tekst Dzienniczka. Następnie z tego odpisu dokonano tłumaczenia na język francuski. Przetłumaczony tekst na język francuski posłużył do kolejnego tłumaczenia tym razem na język włoski, w którym znalazły się błędy teologiczne. To m.in. było powodem wydania przez Stolicę Apostolską w marcu 1959 roku Notyfikacji Świętego Oficjum zabraniającej szerzenia kultu Miłosierdzia Bożego w formach przekazanych przez Siostrę Faustynę. Notyfikacja została odwołana dopiero 15 kwietnia 1978 roku za pontyfikatu Pawła VI dzięki staraniom arcybiskupa archidiecezji krakowskiej kardynała Karola Wojtyły.
Pierwsza krytyczna edycja całego Dzienniczka została przygotowana dla potrzeb procesu beatyfikacyjnego Faustyny i wydana w Rzymie w 1981 roku w 50. rocznicę pierwszego objawienia obrazu Jezusa Miłosiernego (22 lutego 1931), które rozpoczynało prorocką misję Apostołki Bożego Miłosierdzia.

## Struktura
Dzienniczek, dla ułatwienia cytowania fragmentów, został podzielony na 1828 punktów. Jeden punkt składa się z jednego bądź więcej akapitów.
Struktura Dzienniczka jest następująca:
- Zeszyt I: punkty 1 – 521 (rozpoczęty w lipcu 1934)
- Zeszyt II: punkty 522 – 1000 (rozpoczęty w listopadzie 1934)
- Zeszyt III: punkty 1001 – 1230 (rozpoczęty w lutym 1937)
- Zeszyt IV: punkty 1231 – 1321 (rozpoczęty w sierpniu 1937)
- Zeszyt V: punkty 1322 – 1589 (rozpoczęty w październiku 1937)
- Zeszyt VI: punkty 1590 – 1803 (rozpoczęty w Krakowie, dnia 10.02.1938, zakończony w czerwcu 1938)
- Zeszyt VII zatytułowany Moje przygotowanie do Komunii św.: punkty 1804 – 1828.

Latem 1934 roku, kiedy spowiednik s. Faustyny pojechał na pielgrzymkę do Ziemi Świętej, w Wilnie objawił jej się rzekomy anioł i polecił jej spalić zeszyt I Dzienniczka w piecu. Gdy ks. Sopoćko wrócił z Ziemi Świętej uświadomił Faustynie, że ten rzekomy anioł był w rzeczywistości diabłem. Po tym Faustyna od nowa napisała zeszyt I Dzienniczka, ale niezgodnie z chronologicznym porządkiem.

## Odbiór i popularność
Od czasu pierwszej edycji Dzienniczek stał się tekstem coraz szerzej znanym, komentowanym i badanym. Rozpatruje się go zarówno jako dzieło mistyczne, jak i na tle całej literatury i kultury polskiej. Pisany żywym i plastycznym stylem (św. Faustyna mimo braku wykształcenia ujawnia bogactwo polszczyzny i „słuch” językowy), cieszy się ogromną popularnością, traktowany często jako tekst dla pociechy i pokrzepienia duchowego.
Od połowy lat 80. XX w. ukazuje się w Polsce co roku nowe wydanie Dzienniczka. Został on przetłumaczony na wiele języków, także na koreański, maltański i rumuński.
W 2008 r. „Gość Niedzielny” podał, że według Dariusza Karłowicza Dzienniczek jest najczęściej tłumaczoną na świecie polską książką.
W kwietniu 2012 ukazała się polska wersja audio książki.